# Sangs
Sangs est un roman de Louise Hervieu publié en 1936 aux éditions Denoël et ayant reçu la même année le prix Femina.

## Éditions
- Sangs, éditions Denoël, 1936.